# آلن برلینه
آلن برلینه (فرانسوی: Alain Berliner‎؛ زادهٔ ۲۱ فوریهٔ ۱۹۶۳) کارگردان فیلم اهل بلژیک است.
از فیلم‌هایی که وی در آن‌ها نقش داشته است، می‌توان به شور ذهن اشاره نمود.